# Fokker M.7
Il Fokker M.7, designazione militare austroungarica Fokker B.I, era un monomotore da ricognizione biplano prodotto dall'allora tedesco imperiale Fokker-Flugzeugwerke negli anni dieci del XX secolo ed utilizzato durante la prima guerra mondiale dalla k.u.k. Luftfahrtruppen, l'aeronautica militare dell'Impero austro-ungarico, identificandolo con la sigla B.I.
Fu il primo contratto di vendita, significativo per numero di esemplari ordinati, redatto in tempo di guerra dalla Fokker, in questo caso avente come controparte la Kaiserliche Marine, la marina militare tedesco-imperiale, che ne acquistò 20 esemplari nel 1915.
Dal modello venne sviluppato con poche modifiche il Fokker W.3, versione idrovolante a scarponi.

## Tecnica
L'M.7 era un velivolo di costruzione interamente lignea che riproponeva l'impostazione più utilizzata in quel periodo, monomotore biposto a velatura biplana e carrello fisso.
La fusoliera, di sezione rettangolare, era dotata di una coppia di abitacoli aperti in tandem, l'anteriore destinato al pilota ed il posteriore, dotato di mitragliatrice difensiva brandeggiabile montata su anello, a disposizione dell'osservatore. Posteriormente terminava in un impennaggio classico monoderiva di forma circolare e dotato di piani orizzontali controventati.
La configurazione alare era biplana, dalle ali con struttura in legno ricoperta di tela trattata, leggermente disassate tra loro, collegate da una coppia di montanti per lato ed integrati da cavetti in acciaio.
Il carrello d'atterraggio era fisso, molto semplice, montato su una struttura tubolare al di sotto della fusoliera, dotato di ruote di grande diametro collegate da un asse rigido ed integrato posteriormente con un pattino d'appoggio.
La propulsione era affidata ad un motore Oberursel U.0, un motore rotativo a pistoni a 7 cilindri raffreddato ad aria in grado di erogare una potenza pari a 80 PS (59 kW), montato all'estremità anteriore della fusoliera ed abbinato ad un'elica bipala in legno a passo fisso.
Come per i primi esemplari adottati dalle aeronautiche militari del periodo l'M.7 non era dotato di alcun armamento.

## Varianti
M.7
versione da ricognizione biposto.
W.3
versione idrovolante a scarponi da ricognizione biposto.
Fokker B
designazione assegnata a dodici M.7 venduti all'Impero austro-ungarico.

## Utilizzatori
Austria-Ungheria
- k.u.k. Kriegsmarine

 Germania
- Kaiserliche Marine